# Partido Democrático de Costa de Marfil - Agrupación Democrática Africana
El Partido Democrático de Costa de Marfil - Agrupación Democrática Africana (en francés: Parti Démocratique de la Côte d'Ivoire - Rassemblement Démocratique Africain; abreviado PDCI-RDA) es un partido político de centroderecha en Costa de Marfil.

## Historia
Fundado durante la era colonial en 1946, como sucesor de la Unión Agrícola Africana, se convirtió en el único partido legal en el país tras la independencia en 1960. Durante los siguientes 30 años, el PDCI y el gobierno fueron efectivamente uno. Cada cinco años, su fundador y líder, Félix Houphouët-Boigny, fue elegido automáticamente para un mandato de cinco años como Presidente de Costa de Marfil y confirmado en el cargo mediante referéndum. Al mismo tiempo, se le asignaba a la Asamblea Nacional una lista única de candidatos del PDCI.
Todos los marfileños adultos debían ser miembros del partido, que se consideraba el principal intermediario entre el gobierno y el pueblo. Incluso después de que se legalizaran los partidos de oposición en 1990, el PDCI siguió dominando la política marfileña. En las elecciones de 1990, Houphouët-Boigny fue reelegido con un inverosímil 81 por ciento de los votos, y el partido ganó todos los escaños menos 12 en el parlamento.
Houphouët-Boigny dirigió el partido desde su formación hasta su muerte en 1993. Un año después, el presidente interino de la república Henri Konan Bédié se convirtió en el segundo líder del partido. Cumplió el séptimo mandato de Houphouët-Boigny y fue elegido por derecho propio en 1995 con más del 96 por ciento de los votos; los partidos de oposición habían boicoteado las elecciones en protesta por los nuevos requisitos de elegibilidad que consideraban injustos. El partido perdió el poder cuando Bédié fue derrocado en un golpe de Estado en diciembre de 1999.
El PDCI anunció a principios de 2000 que celebraría un congreso para elegir nuevos líderes, y Bédié lo denunció como un "golpe de Estado "; Sin embargo, el partido decidió mantener a Bédié en el liderazgo.  En agosto, Bédié y otros cuatro miembros del PDCI se inscribieron como candidatos en las elecciones presidenciales de octubre de 2000; poco después, Emile Constant Bombet, que había servido como ministro del Interior bajo el mandato de Bédié, derrotó a Bédié en la carrera por la nominación presidencial del PDCI. Bombet y Bédié fueron excluidos por el Tribunal Constitucional a principios de octubre, y el 10 de octubre Bédié pidió un boicot de las elecciones.
A diferencia de muchos ex partidos únicos en África, el PDCI mantuvo un apoyo considerable desde que perdió el poder. En las elecciones parlamentarias celebradas el 10 de diciembre de 2000 y el 14 de enero de 2001, el partido obtuvo 94 de 225 escaños.
El 18 de mayo de 2005, el PDCI y la Agrupación de los Republicanos (RDR), a pesar de una historia de hostilidad hacia el otro (el RDR se había formado como una escisión liberal del PDCI en 1994), firmaron un acuerdo para formar una coalición, la Agrupación de los Houphouëtistas por la Democracia y la Paz, junto con dos partidos más pequeños, la Unión para la Democracia y la Paz en Costa de Marfil (UDPCI) y el Movimiento de las Fuerzas del Futuro (MFA), antes de las elecciones presidenciales previstas para octubre de 2005. Esta elección se retrasó varias veces y finalmente tuvo lugar en 2010. Para ese momento, los dos partidos habían reanudado su competencia entre sí. Finalmente, las elecciones presidenciales resultaron en la victoria del candidato de la RDR Alassane Ouattara, mientras que Henri Konan Bédié quedó en tercer lugar con un 25% de los votos.
En las elecciones parlamentarias del 11 de diciembre de 2011, el PDCI siguió siendo el principal partido de oposición, con 76 escaños.
En las elecciones parlamentarias de 2016, la Agrupación de los Houphouëtistas por la Democracia y la Paz (compuesta por el RDR, el PDCI y algunos partidos minoritarios) obtuvo una fuerte mayoría en la Asamblea Nacional. Un año antes, dicha coalición había conseguido la reelección de Ouattara en las elecciones presidenciales.